# Partido Proverista
El Partido Proverista fue un partido político creado en España durante la Transición española en la década de 1970.
El ideólogo del proverismo fue el abogado Manuel Maysounave, nacido en Osuna (Sevilla) en 1929, aunque establecido en Vitoria (Álava) en 1958, ciudad desde la que dirigió su movimiento político. Otra cabeza destacada del proverismo fue Adolfo Sainz Lastra.
Los principales postulados del proverismo fueron verdad, corresponsabilidad, mérito y misión. De hecho el término pro-verismo procede de estar a favor de la verdad. Su ideología era de difícil clasificación desde los prismas políticos convencionales, aunque se le solía considerar como un partido conservador influenciado en ciertos aspectos por el carlismo de la época.
Durante la dictadura Maysounave tuvo problemas con las autoridades franquistas que le llegaron a retirar su licencia como abogado. En 1976 Maysounave publicó un libro llamado Partido Proverista en el que exponía su pensamiento político. Antes, en 1975, habían conseguido su legalización como asociación dentro del Movimiento Nacional, pero con un programa aprobado el 6 de julio donde apostaba con claridad por la democracia pluripartidista y el federalismo, tanto a nivel nacional como europeo.
El Partido Proverista fue legalizado el 17 de febrero de 1977. Su sede estaba en Vitoria (País Vasco), aunque se trataba de un partido de ámbito estatal. El partido tenía estructura federal y su presidente era el propio Maysounave. Era partidario de la creación de una región autónoma que englobara el País Vasco, Navarra y La Rioja.
Se presentó a las Elecciones Generales de 1977 (4590 votos), 1979 (4939 votos), 1982 (168 votos), 1986 (756 votos) y 1989 (245 votos), obteniendo resultados muy discretos. Ello dio pie a que el movimiento se disolviera.